# Pontelatone
Pontelatone è un comune italiano di 1 518 abitanti della provincia di Caserta in Campania. È situato ai piedi del Monte Friento, una delle punte della catena dei Monti Trebulani. Si compone del centro capoluogo: Pontelatone, dove si trova la sede municipale, e da quattro frazioni: Treglia, sede degli scavi archeologici, Savignano-Casalicchio, Funari e Barignano.

## Storia
Pontelatone nacque probabilmente nella metà del X secolo nel periodo dell'incastellamento.
Nel periodo normanno appartenne alla baronia di Formicola e il feudatario era un certo Manasseus. Dal 1189 al 1268 fu posseduto dalla famiglia Montefuscolo. Nel periodo angioino Pontelatone e la baronia di Formicola divennero possesso feudale di Emanuele Freapane (Frangipane). Nel 1268 Carlo II, in seguito alla battaglia di Tagliacozzo, assegnò la baronia di Formicola alla città di Capua. Sotto Carlo II d'Angiò Pontelatone divenne possesso della famiglia Ragosio di Dragono. Nel 1465 Ferrante I d'Aragona concesse la baronia di Formicola, nella quale era inserita Pontelatone, a Diomede I Carafa. che oltre ad essere valente uomo d’armi era soprattutto un apprezzato umanista. La presenza di Diomede I Carafa è stata considerata indispensabile per la frequentazione nella baronia dei maggiori artisti e umanisti, al punto che la presenza dell’arte gotico-catalana sul territorio.
Nella Relazione delle visite "ad Limina" della diocesi di Caiazzo del 1590 si rileva che nel territorio di Pontelatone vi era una chiesa dell'Annunziata aperta al culto.
Gian Tommaso Carafa, figlio di Diomede I, gli successe nel feudo e si occupò sia di rimodellare la struttura del convento dell’Annunciazione di Maria Ss., aumentandone anche le rendite, sia di abbellire, insieme al figlio Diomede II, il castello costruito dal Marzano, andandovi anche ad abitare.
Negli anni 1547-1549 il conte di Maddaloni Giovanni Diomede Vincenzo Carafa concesse il privilegio della Portolania, pesi e misure a Gian Tommaso Carafa su Maddaloni, Pontelatone, Formicola, Sasso ed altre località.

## Monumenti e luoghi d'interesse
Nei pressi della frazione Treglia, è presente il sito archeologico di Trebula Balliensis.

## Società

### Evoluzione demografica
Abitanti censiti

### Etnie e minoranze straniere
Secondo i dati ISTAT al 1º gennaio 2021 la popolazione straniera residente era di 57 persone e rappresentava il 3.6% della popolazione residente nel territorio del comune. Le nazionalità maggiormente rappresentate in base alla loro percentuale sul totale della popolazione residente erano:
- India 19
- Marocco 11
- Albania 9
- Ucraina 9
- Romania 5

## Infrastrutture e trasporti

### Ferrovie
- La stazione di Pontelatone è una stazione di EAV ubicata sulla linea Napoli - Piedimonte Matese; è situata nei pressi della ex strada statale 264 nella zona di Taverna Nuova - Castagna.

## Amministrazione
| Periodo | Periodo   | Primo cittadino     | Partito                                 | Carica      | Note |
| ------- | --------- | ------------------- | --------------------------------------- | ----------- | ---- |
| 1989-   | 1990      | Giovanni Carusone   | Democrazia Cristiana                    | Sindaco     |      |
| 1990-   | 1993      | Italo Scirocco      | Partito Socialista Democratico Italiano | Sindaco     |      |
| 1993-   | 1997      | Amedeo Izzo         | Lista civica                            | Sindaco     |      |
| 1997-   | 2002      | Alfonso Cutillo     | Lista civica                            | Sindaco     |      |
| 2002-   | 2007      | Alfonso Cutillo     | Lista civica                            | Sindaco     |      |
| 2007-   | 2010      | Antonio Carusone    | Lista civica                            | Sindaco     |      |
| 2010-   | 2011      | Vincenzo Lubrano    |                                         | commissario |      |
| 2011-   | 2016      | Antonio Carusone    | Lista civica                            | Sindaco     |      |
| 2016-   | 2018      | Adriana Esperti     | Lista civica                            | Sindaco     |      |
| 2018-   | 2019      | Stefano Italiano    |                                         | commissario |      |
| 2019-   | 2020      | Amedeo Izzo         | Lista civica                            | Sindaco     |      |
| 2020-   | 2021      | Savina Macchiarella |                                         | commissario |      |
| 2021-   | in carica | Alfonso Izzo        | Lista civica                            | Sindaco     |      |

Il comune appartiene alla Comunità montana Monte Maggiore.